# أحرف أربعة
الأحرف الأربعة هي عند البلغاء أن يلتزم بإيرادها الكاتب أو الشاعر في كلامه، وهي الحروف المجموعة في لفظ دهان، وأن لا يورد سواها.